# Herbert Prohaska

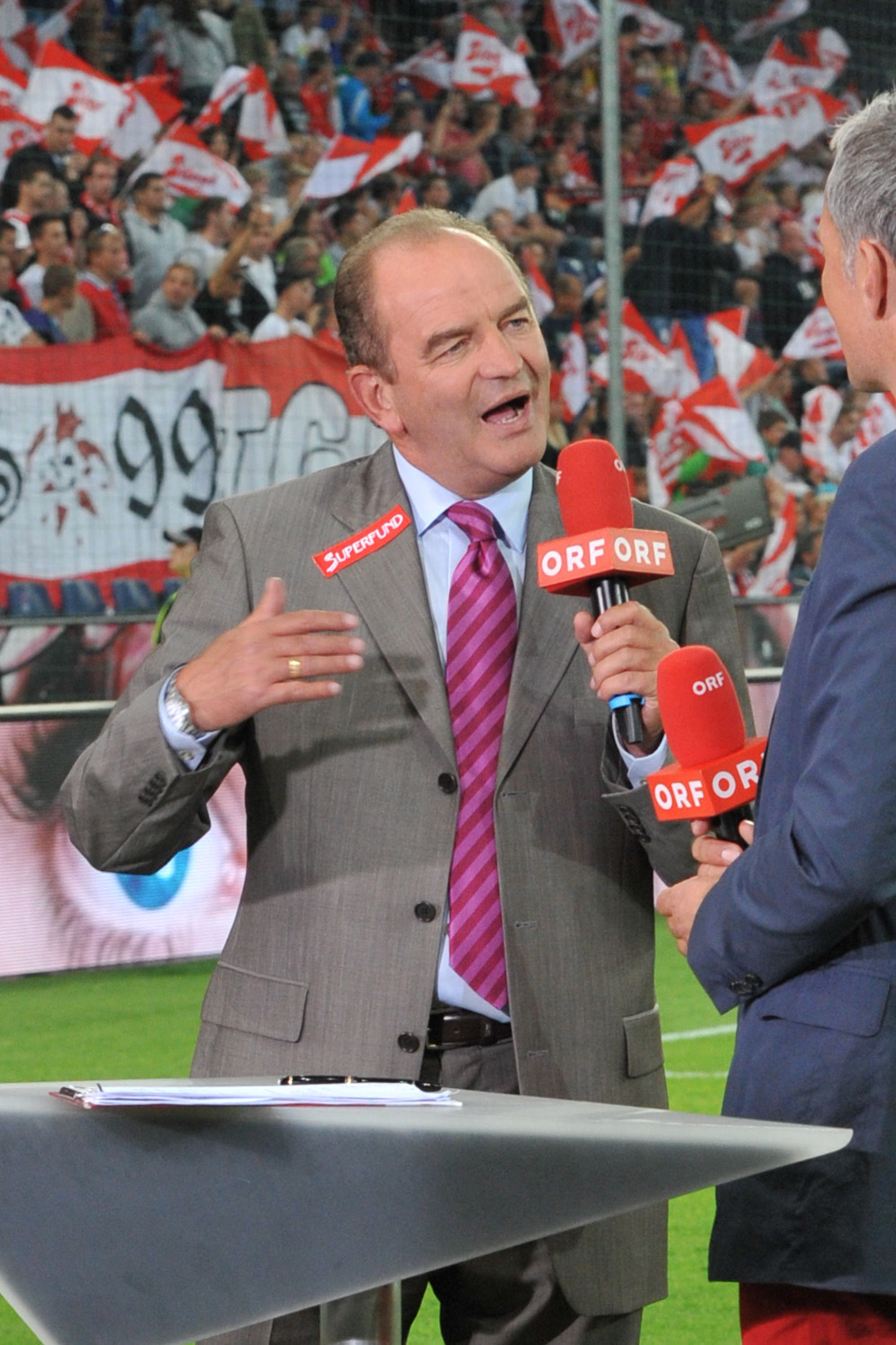
Prohaska als TV-Experte beim Länderspiel Österreich – Griechenland (2013)

Herbert Prohaska (* 8. August 1955 in Wien), genannt „Schneckerl“ (wienerisch für seine in der Jugendzeit üppige Lockenpracht), ist ein ehemaliger auch international erfolgreicher österreichischer Fußballspieler. Er wurde 2004 zu Österreichs bestem Fußballer der letzten 50 Jahre gewählt, ist Teil der Österreichischen Nationalelf des 20. Jahrhunderts und Teil der Austria-Elf des Jahrhunderts. 
Nach seiner aktiven Karriere war er 10 Jahre lang als Trainer aktiv. 1993 bis 1999 war er Teamchef der österreichischen Nationalmannschaft, die er zur Teilnahme an der Endrunde der Weltmeisterschaft 1998 führte.
Zurzeit analysiert er Fußballspiele im ORF und schreibt Kolumnen für die Kronen Zeitung.

## Spielerkarriere

### Karrierebeginn und erste Einsätze im Erwachsenenbereich
Herbert Prohaska wuchs in einer Zwei-Zimmer-Wohnung im Haus Hasenleitengasse 5 der Wohnhausanlage Hasenleiten, einem Gemeindebau im elften Wiener Gemeindebezirk Simmering, auf. Zusammen mit seinen Eltern lebte auch der Großvater in der kleinen Wohnung, sodass Prohaska aufgrund des Platzmangels bis zu seinem zwölften Lebensjahr bei den Eltern schlief. Bereits im Kleinkindalter begann er, angeleitet von seinem Vater, mit dem Fußballspielen. Oftmals spielte er auch in der Nachbarschaft mit älteren Kindern Fußball. Im Alter von neun Jahren begann er seine Vereinskarriere bei Vorwärts XI. Hier war er mehrere Jahre aktiv und schloss eine Spielzeit mit der dortigen Knabenmannschaft als Letzter ab. Über die gesamte Saison erreichte das Team lediglich vier Punkte (alle durch Unentschieden) und erzielte nur sechs Tore – alle durch Prohaska. Ein Wechsel innerhalb Simmerings zum ESV Ostbahn XI scheiterte an der Freigabe durch Vorwärts XI. Prohaska versuchte sein Glück mit einem gefälschten Pass unter dem Familiennamen Mikolatsch, flog dabei jedoch auf.
Erst ein halbes Jahr später schaffte Schneckerl, wie er damals bereits genannt wurde, den Sprung zu Ostbahn, die für ihn 500 Schilling bezahlten. Sein Vater, ein Hilfsarbeiter, wurde kurz darauf Jugendleiter bei Ostbahn und konnte so die Karriere seines Sohnes weiter fördern. Dieser hatte jedoch mit fortschreitendem Alter zunehmend disziplinäre Schwierigkeiten und erhielt wiederholt die damals noch im Nachwuchs üblichen Zeitausschlüsse. Mit 14 Jahren unterbrach er seine Spielerlaufbahn und verfolgte kurzzeitig eine Musikerkarriere. Als Bassgitarrist der Band Electric Army trat er sogar öffentlich im kleinen Rahmen auf. Da ihm seine Eltern aus finanziellen Gründen keinen Verstärker kaufen wollten und die Ostbahn-Funktionäre ihn unbedingt zurückhaben wollten, schloss er sich wieder dem ESV Ostbahn XI an. Noch als Jugendlicher schaffte er unter Rudolf Sabetzer, der erst kurz davor seine Karriere als Aktiver beendet hatte, den Sprung in die Herrenmannschaft des unterklassigen ESV Ostbahn. Mit 15 Jahren wurde er mit der Mannschaft Meister der damaligen 1. Klasse A und gehörte ihr danach noch bis ins Jahr 1972 an.

### Wechsel zum FK Austria Wien, Zeit in Italien und Rückkehr nach Wien
Nach der Aufnahme in den Profikader des FK Austria Wien (Premierenmatch in der obersten Spielklasse schon in der 1. Runde beim 2:2 auf dem Sportklub-Platz in Dornbach ausgetragenen Heimspiel gegen SSW Innsbruck am 11. August 1972, als er in der 29. Minute für Klaus Kelmer eingewechselt wurde) wurde er mit der Mannschaft bis 1980 vierfacher Österreichischer Meister und dreifacher Österreichischer Cupsieger. 1980 wechselte er zu Inter Mailand, gewann im zweiten Jahr mit den „Nerazzuri“ (dt. schwarz-blau) den italienischen Cup und transferierte anschließend zur AS Rom. Dort gelang gleich in der ersten Saison der Gewinn der italienischen Meisterschaft und Prohaska kehrte danach zu Austria Wien zurück. In den folgenden drei Jahren erspielten die Wiener jeweils den Meistertitel und 1986 den Cup. 1989 erklärte Prohaska seinen Rücktritt als Spieler.
Auch mit der Nationalmannschaft feierte Prohaska Erfolge. Am 30. Oktober 1977 schoss er, mit seinem „Spitz von İzmir“ zum 1:0-Sieg, Österreich zur WM-Endrunde 1978 in Argentinien. Dort folgte das legendäre Wunder von Córdoba mit dem 3:2-Sieg über Deutschland. Auch an der WM 1982 in Spanien nahm er mit Österreich teil und spielte u. a. beim Nichtangriffspakt von Gijón. Außerdem wurde der routinierte Spieler in der jungen Mannschaft, die die WM-Qualifikation 1990 bestritt, eingesetzt.

## Trainer- und Fernsehkarriere
Kurz nach seinem Rücktritt als Spieler arbeitete Prohaska bereits als Trainer bei Austria Wien. Bis 1992 gelangen ihm mit der Austria zwei Meistertitel und zwei Cupsiege. 1993 wurde er Trainer der österreichischen Fußballnationalmannschaft und qualifizierte sich 1997 als Gruppensieger direkt für die WM 1998 in Frankreich. Am 27. März 1999 erlitt Österreich in Valencia in der Europameisterschafts-Qualifikation ein 0:9-Debakel gegen Spanien und Prohaska trat von seinem Amt zurück (sein Nachfolger wurde Otto Barić). Trotz des 0:9 erreichte die österreichische Nationalmannschaft allerdings im Mai 1999 mit Platz 17 die bis dahin beste Platzierung in der FIFA-Weltrangliste. Von 1999 bis 2000 war er wiederum Trainer der Wiener Austria.
Seit einigen Jahren analysiert Herbert Prohaska Fußballmatches im österreichischen Rundfunk. Seine Verabschiedung nach jedem Hauptabend-Spiel („Gute Nacht!“) ist eines seiner Charakteristika. Nach dem Sieg seines Favoriten Italien im Finale der WM 2006 ließ Prohaska sich vor laufenden Kameras seinen Schnurrbart, der bis dahin eines seiner persönlichen Merkmale war, abrasieren.

### Privatleben
Prohaska stammt aus „einfachen“ Verhältnissen, sein Vater arbeitete als Hilfsarbeiter, seine Mutter war Bedienerin. Er wuchs in Wien-Simmering auf und hat darüber in der ORF-Dokumentation „Mein Simmering“ berichtet. Prohaska ist ausgelernter Automechaniker. Er ist verheiratet, hat zwei erwachsene Töchter und lebt in Klosterneuburg bei Wien.

### Persönliche Ehrungen
Bei der Krone-Fußballerwahl wurde Prohaska in den Jahren 1975 und 1985 zum Fußballer des Jahres gewählt, 1997 zum Trainer des Jahres. Die APA-Fußballerwahl entschied er dreimal für sich (1984, 1985 und 1988).
1997 erhielt Prohaska vom österreichischen Bundespräsidenten das Silberne Ehrenzeichen für Verdienste um die Republik Österreich und 2005 das Goldene Ehrenzeichen für Verdienste um die Republik Österreich. Außerdem wurde ihm von den Landeshauptmännern Erwin Pröll und Michael Häupl 2005 das Goldene Ehrenzeichen für Verdienste um das Bundesland Niederösterreich und 2008 das Silberne Ehrenzeichen für Verdienste um das Land Wien verliehen. Im Jahr 2015 erhielt er das Große Ehrenzeichen für Verdienste um das Bundesland Niederösterreich.
Das 314. Wiener Derby galt als „Geburtstagsspiel“ Prohaskas zu dessen 60. Geburtstag.

## Erfolge
Als Spieler:
- 7× Österreichischer Meister mit FK Austria Wien: 1976, 1978, 1979, 1980, 1984, 1985, 1986
- 4× Österreichischer Cupsieger mit FK Austria Wien: 1974, 1977, 1980, 1986
- 1× Italienischer Meister mit der AS Rom: 1983
- 1× Italienischer Cupsieger mit Inter Mailand: 1982
- WM-Teilnahme: 1978 (2. Gruppenphase), 1982 (2. Gruppenphase)
- Österreichs Spieler des Jahrhunderts
- Austria Wien Spieler des Jahrhunderts

Als Trainer:
- 2× Österreichischer Meister mit FK Austria Wien: 1991, 1992
- 2× Österreichischer Cupsieger mit FK Austria Wien: 1990, 1992
- WM-Teilnahme: 1998 (Gruppenphase)

## ÖFB-Länderspiele unter Teamchef Herbert Prohaska
Legende 
- H = Heimspiel
- A = Auswärtsspiel
- * = Spiel auf neutralem Platz
- grüne Hintergrundfarbe = Sieg Österreichs
- gelbe Hintergrundfarbe = Unentschieden
- rote Hintergrundfarbe = Niederlage

| Spiele | Siege | Remis | Niederlagen | Tore  | TD  |
| ------ | ----- | ----- | ----------- | ----- | --- |
| 51     | 25    | 9     | 17          | 96:73 | +23 |

| Nr. | Datum      | Ergebnis | Gegner             |   | Austragungsort      | Anlass                | Bemerkung                                                                                                |
| --- | ---------- | -------- | ------------------ | - | ------------------- | --------------------- | --- |
| 543 | 10.03.1993 | 2:1      | Griechenland       | H | Wien                |                       | Erstes Länderspiel unter Herbert Prohaska                                                                |
| 544 | 27.03.1993 | 0:1      | Frankreich         | H | Wien                | WM 1994-Qualifikation | |
| 545 | 14.04.1993 | 3:1      | Bulgarien          | H | Wien                | WM 1994-Qualifikation | |
| 546 | 13.05.1993 | 1:3      | Finnland           | A | Turku (FIN)         | WM 1994-Qualifikation | |
| 547 | 19.05.1993 | 0:1      | Schweden           | A | Stockholm (SWE)     | WM 1994-Qualifikation | |
| 548 | 25.08.1993 | 3:0      | Finnland           | H | Wien                | WM 1994-Qualifikation | |
| 549 | 13.10.1993 | 1:4      | Bulgarien          | A | Sofia (BUL)         | WM 1994-Qualifikation | |
| 550 | 27.10.1993 | 1:1      | Israel             | A | Tel Aviv (ISR)      | WM 1994-Qualifikation | |
| 551 | 10.11.1993 | 1:1      | Schweden           | H | Wien                | WM 1994-Qualifikation | Österreich qualifiziert sich als Gruppenvierter nicht für die Endrunde                                   |
| 552 | 23.03.1994 | 1:1      | Ungarn             | H | Linz                |                       | |
| 553 | 20.04.1994 | 1:2      | Schottland         | H | Wien                |                       | |
| 554 | 17.05.1994 | 4:3      | Polen              | A | Kattowitz (POL)     |                       | |
| 555 | 02.06.1994 | 1:5      | Deutschland        | H | Wien                |                       | |
| 556 | 17.08.1994 | 0:3      | Russland           | H | Klagenfurt          |                       | Erstes Länderspiel gegen Russland, erstes Spiel in Klagenfurt, einziges Spiel im alten Wörtherseestadion |
| 557 | 07.09.1994 | 4:0      | Liechtenstein      | A | Eschen (LIE)        | EM 1996-Qualifikation | Erstes offizielles Länderspiel gegen Liechtenstein                                                       |
| 558 | 12.10.1994 | 1:2      | Nordirland         | H | Wien                | EM 1996-Qualifikation | |
| 559 | 13.11.1994 | 0:1      | Portugal           | A | Lissabon (POR)      | EM 1996-Qualifikation | |
| 560 | 29.03.1995 | 5:0      | Lettland           | H | Salzburg            | EM 1996-Qualifikation | |
| 561 | 26.04.1995 | 7:0      | Liechtenstein      | H | Salzburg            | EM 1996-Qualifikation | |
| 562 | 11.06.1995 | 3:1      | Irland             | A | Dublin (IRL)        | EM 1996-Qualifikation | |
| 563 | 16.08.1995 | 2:3      | Lettland           | A | Riga (LAT)          | EM 1996-Qualifikation | |
| 564 | 06.09.1995 | 3:1      | Irland             | H | Wien                | EM 1996-Qualifikation | |
| 565 | 11.10.1995 | 1:1      | Portugal           | H | Wien                | EM 1996-Qualifikation | |
| 566 | 15.11.1995 | 3:5      | Nordirland         | A | Belfast (NIR)       | EM 1996-Qualifikation | Österreich verpasst wiederum den Sprung zum EM-Turnier                                                   |
| 567 | 27.03.1996 | 1:0      | Schweiz            | H | Wien                |                       | |
| 568 | 24.04.1996 | 2:0      | Ungarn             | A | Budapest (HUN)      |                       | |
| 569 | 29.05.1996 | 1:0      | Tschechien         | H | Salzburg            |                       | Erstes Länderspiel gegen die Tschechische Republik, letztes Länderspiel im Lehener Stadion               |
| 570 | 31.08.1996 | 0:0      | Schottland         | H | Wien                | WM 1998-Qualifikation | |
| 571 | 09.10.1996 | 1:0      | Schweden           | A | Stockholm (SWE)     | WM 1998-Qualifikation | |
| 572 | 09.11.1996 | 2:1      | Lettland           | H | Wien                | WM 1998-Qualifikation | |
| 573 | 18.03.1997 | 0:2      | Slowenien          | H | Linz                |                       | Erstes Länderspiel gegen Slowenien                                                                       |
| 574 | 02.04.1997 | 0:2      | Schottland         | A | Glasgow (SCO)       | WM 1998-Qualifikation | |
| 575 | 30.04.1997 | 2:0      | Estland            | H | Wien                | WM 1998-Qualifikation | Erstes Länderspiel gegen Estland                                                                         |
| 576 | 08.06.1997 | 3:1      | Lettland           | A | Riga (LAT)          | WM 1998-Qualifikation | |
| 577 | 20.08.1997 | 3:0      | Estland            | A | Tallinn (EST)       | WM 1998-Qualifikation | |
| 578 | 06.09.1997 | 1:0      | Schweden           | H | Wien                | WM 1998-Qualifikation | |
| 579 | 10.09.1997 | 1:0      | Belarus            | A | Minsk (BLR)         | WM 1998-Qualifikation | Erstes Länderspiel gegen Belarus                                                                         |
| 580 | 11.10.1997 | 4:0      | Belarus            | H | Wien                | WM 1998-Qualifikation | Österreich qualifiziert sich als Gruppensieger zum achten Mal für eine WM                                |
| 581 | 25.03.1998 | 2:3      | Ungarn             | H | Wien                |                       | |
| 582 | 22.04.1998 | 0:3      | Vereinigte Staaten | H | Wien                |                       | |
| 583 | 27.05.1998 | 2:1      | Tunesien           | H | Wien                |                       | Erstes offizielles Länderspiel gegen Tunesien 250. Länderspiel-Sieg                                      |
| 584 | 02.06.1998 | 6:0      | Liechtenstein      | H | Wien                |                       | |
| 585 | 11.06.1998 | 1:1      | Kamerun            | * | Toulouse (FRA)      | WM 1998-Vorrunde      | Erstes Länderspiel gegen Kamerun                                                                         |
| 586 | 17.06.1998 | 1:1      | Chile              | * | Saint-Étienne (FRA) | WM 1998-Vorrunde      | |
| 587 | 23.06.1998 | 1:2      | Italien            | * | Saint-Denis (FRA)   | WM 1998-Vorrunde      | Österreich scheidet als Gruppendritter aus                                                               |
| 588 | 19.08.1998 | 2:2      | Frankreich         | H | Wien                |                       | |
| 589 | 05.09.1998 | 1:1      | Israel             | H | Wien                | EM 2000-Qualifikation | |
| 590 | 10.10.1998 | 3:0      | Zypern             | A | Larnaka (CYP)       | EM 2000-Qualifikation | |
| 591 | 14.10.1998 | 4:1      | San Marino         | A | Serravalle (SMR)    | EM 2000-Qualifikation | Erstes Länderspiel gegen San Marino                                                                      |
| 592 | 10.03.1999 | 4:2      | Schweiz            | A | St. Gallen (SUI)    |                       | 50. Länderspiel unter Herbert Prohaska                                                                   |
| 593 | 27.03.1999 | 0:9      | Spanien            | A | Valencia (ESP)      | EM 2000-Qualifikation | Letztes Länderspiel unter Herbert Prohaska Höchste Auswärtsniederlage                                    |

## Musikveröffentlichungen (Auswahl)
- Horst Chmela und Herbert Prohaska: 7″-Single: Freund sein! (A-Seite), Jetzt oder nie! (B-Seite), 1984.
- Leo Aberer feat. Herbert Prohaska, Harry Prünster, Ferdinando Chefalo, Wolfgang Birnstingl und Co.: Football Is My Life – Fußball ist mei Leb’n, 2011.[5][6]
- Musik mit The Real Holy Boys[7]
- Musik mit Pete Art & Band[7]

## Publikationen (Auswahl)
- Herbert Prohaska: Zwischen Simmering und San Siro, aufgezeichnet von Wolfgang Winheim, Norbert J. Schmid Verlagsgesellschaft, Wien 1984.
- Hansjörg Tengg, Herbert Prohaska: Doppelpass. Marketing mit Kick. Verlag Österreich, Wien 1998, ISBN 978-3-70461-224-3.
- Herbert Prohaska: Mein Leben, Ueberreuter, Wien 2005, ISBN 978-3-80007-135-7; Donauland-Lizenzausgabe (violette Ausgabe), Kremayr & Scheriau, Wien 2005, ISBN ?.
- Hans Huber, Herbert Prohaska: Unser Spiel. Alles, was Sie schon immer über Fußball wissen wollten. Begriffe, Bewerbe, Teams. Ueberreuter, Wien 2006, ISBN 978-3-80007-186-9.
- Hans Huber, Herbert Prohaska: TooR! Österreichs größte Fußball-Stars. Ueberreuter, Wien 2006, ISBN 978-3-80007-331-3.
- Hans Krankl, Herbert Prohaska: Über das Leben, aufgezeichnet von Rainer Pariasek & Eric Sebach, edition a, Wien 2023, ISBN 978-3-99001-710-4.
- Hans Krankl, Herbert Prohaska: Lustig war’s immer, aufgezeichnet von Rainer Pariasek & Eric Sebach, edition a, Wien 2024, ISBN 978-3-99001-751-7.
- Hans Krankl, Herbert Prohaska: Die liebe Familie, aufgezeichnet von Rainer Pariasek & Eric Sebach, edition a, Wien 2025, ISBN 978-3-99001-847-7.

## Auszeichnungen
- 2024: Platin-Romy[8][9]